# 立場
本項目は「たちば」ではなく「たてば」です。
立場（たてば）とは、江戸時代の五街道やその脇街道に設けられた施設である。継立場（つぎたてば）あるいは継場（つぎば）ともいう。

## 概要
江戸時代の宿場は、原則として、道中奉行が管轄した町を言う。五街道等で次の宿場町が遠い場合はその途中に、また、峠のような難所がある場合はその難所に、休憩施設として設けられたものが立場である。茶屋や売店が設けられていた。俗にいう「峠の茶屋」も立場の一種である。馬や駕籠の交代を行なうこともあった。藩が設置したものや、周辺住民の手で自然発生したものもある。また、立場として特に繁栄したような地域では、宿場と混同して認識されている場合がある。
この立場が発展し、大きな集落を形成し、宿屋なども設けられたのは間の宿（あいのしゅく）という。間の宿には五街道設置以前からの集落もある。中には小さな宿場町よりも大きな立場や間の宿も存在したが、江戸幕府が宿場町保護のため、厳しい制限を設けていた。
現在、五街道やその脇街道沿いにある集落で、かつての宿場町ではない所は、この立場や間の宿であった可能性が高い。